# Пуччини, Виттория
Витто́рия Пуччи́ни (итал. Vittoria Puccini; 18 ноября 1981, Флоренция, Тоскана, Италия) — итальянская актриса.

## Биография
Виттория Пуччини родилась 18 ноября 1981 года во Флоренции (Тоскана, Италия). Её отец — юрист, профессор публичного права в Флорентийском университете, мать — учительница начальных классов. У Виттории есть младший брат — Дарио Пуччини (род.1983).
С успехом окончив школу и став студенткой, Виттория была уверена, что пойдет по стопам отца. 

«Мне всегда нравилось учиться, особенно люблю гуманитарные науки: итальянский, философию и историю. Но когда меня пригласили сниматься, я поняла, что была рождена для этой работы, что я нашла свой путь в жизни. И я счастлива, что это произошло в 19 лет. С тех пор я ни разу не усомнилась в правильности своего выбора…»— говорит Пуччини

## Карьера
Виттория снимается в кино с 2000 года и в настоящее время она сыграла в 18-ти фильмах и телесериалах. Наиболее известна ролью Элизы из телесериала «Элиза» (2003), где она познакомилась со своим будущим мужем актёром Алессандро Прециози. 

«Шёл 2001 год, и я искала актеров для „Элизы“. У нас было несколько вариантов. Я уже представляла своих героев, и видела их как Алессандро и Витторию, будучи уверенной в обоих. Тогда и решила встретиться с ними, чтобы проверить свои чувства. Был ноябрь, и я пригласила их на встречу в склепе под церковью в районе Prati в Риме, магическое место, где я провожу наиболее важные встречи. И там, в этой сказочной постройке, произошла их первая встреча. Помню, что когда Алессандро увидел Витторию, он сказал: „Прекрасно“. И больше не сделал никаких замечаний. Вместе они смотрелись идеально, и я поняла, что это и будут Элиза и Фабрицио. Через несколько дней я пригласила их на обед к себе, чтобы начать читать сценарий. Он взял её за руку, и я заметила замешательство между ними. Она покраснела, и я поняла, что сделала правильный выбор». — вспоминает режиссёр сериала Чинция Торрини (ит.)
За роль в этом сериале Виттория получила премию «Telegatti» в номинации «Лучшая женская роль» (2004).

## Личная жизнь
В 2003—2010 года Виттория состояла в фактическом браке с актёром Алессандро Прециози (род.1973). В этих отношениях Пуччини родила своего первенца — дочь Елену Прециози (род.16.05.2006).
На съёмках мини-сериала «Анна Каренина» у исполнительницы главной роли Виттории Пуччини и оператора Фабрицио Луччи завязался роман.

## Избранная фильмография
| Год  |    | Русское название        | Оригинальное название               | Роль            |
| ---- | -- | ----------------------- | ----------------------------------- | --------------- |
| 2003 | тф | Элиза                   | Elisa di Rivombrosa                 | Элиза Скальци   |
| 2004 | ф  | Римская империя: Нерон  | Imperium: Nerone                    | Клавдия Октавия |
| 2010 | тф | Жил-был город безумных… | C’era una volta la città dei matti… | Маргерита       |
| 2012 | ф  | Присутствие великолепия | Magnifica Presenza                  | Беатриче Марни  |
| 2013 | тф | Анна Каренина           | Anna Karenina                       | Анна Каренина   |
| 2015 | ф  | Декамерон               | Maraviglioso Boccaccio              | Каталина        |
| 2017 | ф  | Место встречи           | The place                           | Аззура          |